# クチン・シティFC
クチン・シティFC (Kuching City Football Club) は、マレーシアのサラワク州クチンを本拠とするプロサッカークラブ。

## 概要
2015年に前身となるクチンFAが設立される。同年、マレーシアサッカー協会はアマチュアサッカーの振興を目的として新リーグのリガ・ボラセパ・ラヤット（人民のフットボールリーグの意）が創設された。クチンFAは同リーグに参戦し、初年度となる2015-16シーズンに優勝を果たした。
2017年と2018年はマレーシア・FAMカップに参戦。2019年はFAMカップに代わって創設されたマレーシアM3リーグを戦い、リーグ2位でマレーシア・プレミアリーグに昇格した。2020年は東山晃を監督に任命し、昇格1年目ながらリーグ4位でシーズンを終えた。
2021年にクチンFAからクチン・シティFCに改名した。

## 歴代所属選手
- 鈴木雄太 2019-
- 谷川由来 2020

## 歴代監督
- 東山晃 2020